# Pachystegia
Pachystegia is een geslacht uit de composietenfamilie (Asteraceae). De soorten uit het geslacht komen voor in Nieuw-Zeeland.

## Soorten
- Pachystegia insignis Cheeseman
- Pachystegia minor (Cheeseman) Molloy
- Pachystegia rufa Molloy